# Isänpäivä
Isänpäivä è il quarto album del gruppo musicale finlandese Teflon Brothers, pubblicato il 7 novembre 2014 dalla Johanna Kustannus. L'album è entrato nella classifica finlandese raggiungendo la 49ª posizione.
Dall'album sono stati estratti quattro singoli: Kärpästen juhlat (osa 2), Kendo Anthem, Maradona (kesä '86) e Isänpäivälaulu. I singoli Kendo Anthem e Maradona (kesä '86) hanno ottenuto la certificazione di disco d'oro.

## Tracce
1. Pikkusisko
2. Kärpästen juhlat (osa 2)
3. Minttu & Ville (feat. Tuuli)
4. Isänpäivälaulu (feat. Juno)
5. Pönttövuorelaiset
6. Lapanen
7. Kouluammuntabiisi
8. Maradona (kesä '86)
9. Kendo Anthem
10. Norsu (feat. Dxxxa)

## Classifica
| Classifica | Massima posizione |
| ---------- | ----------------- |
| Finlandia  | 49                |